# Hierdensche Beek

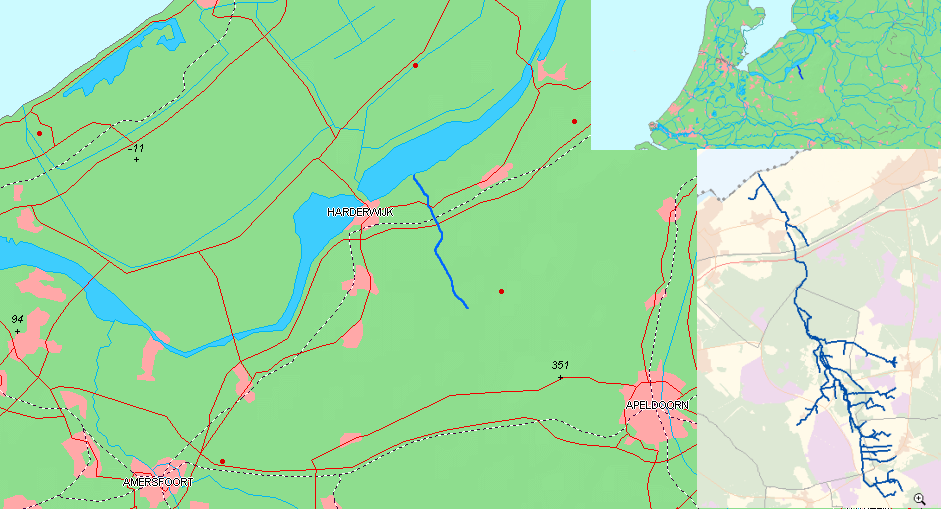
Hierdensche Beek vanaf Uddelermeer & Bleeke Meer naar het Veluwemeer

De Hierdensche Beek stroomt van het Uddelermeer en Bleeke Meer (Uddel) naar het Veluwemeer (Hierden) over een lengte van ongeveer 25 km. De beek stroomt in een kleine, goed zichtbare dalvlakte. De beek wordt lokaal anders genoemd, zo spreekt men in Leuvenum over de Leuvenumsche Beek en in Staverden van de Staverdensche Beek.
Het gebied rond de Hierdensche Beek vormt een ecologische verbindingszone tussen het open gebied langs de randmeren en de Veluwe. De beek schakelt zo natuurgebieden aan één waardoor dieren een groter leefgebied krijgen.

## Ontstaan
Ruim 100.000 jaar geleden werd een dik pak keileem gevormd onder een 100 meter dikke ijstong van gemalen grind, klei en keien. Ongeveer 10.000 jaar geleden was er geen ijstong in Nederland, maar wel lage temperaturen. De bodem had een permafrost onderlaag. De Noordzee was droog als een woestijn. De wind legde een zanddeken op het land, de zogenaamde dekzanden. Toen het warmer werd raakte de Veluwe bebost. Eerst met grove den, toen berk en later ook met eik en beuk.
De keileemlaag was niet water doorlatend. Door regenval boven de laag ontstonden de beken. Deze beken werden laaglandbeken genoemd. Op de plek waar vroeger de Zandmolen I (zie Leuvenumsche Beek) stond, houdt de keileemlaag op en verdwijnt het water ondergronds naar een dieper gelegen waterdoorvoerende laag. In de buurt van het Veluwemeer, kwelt het water uit de diepere laag weer naar het oppervlak.
Vroeger kwam er in de beek snoek en forel voor. Door lozingen werd het water zuurstofarm en stierven veel vissen.

## Leuvenumsche Beek

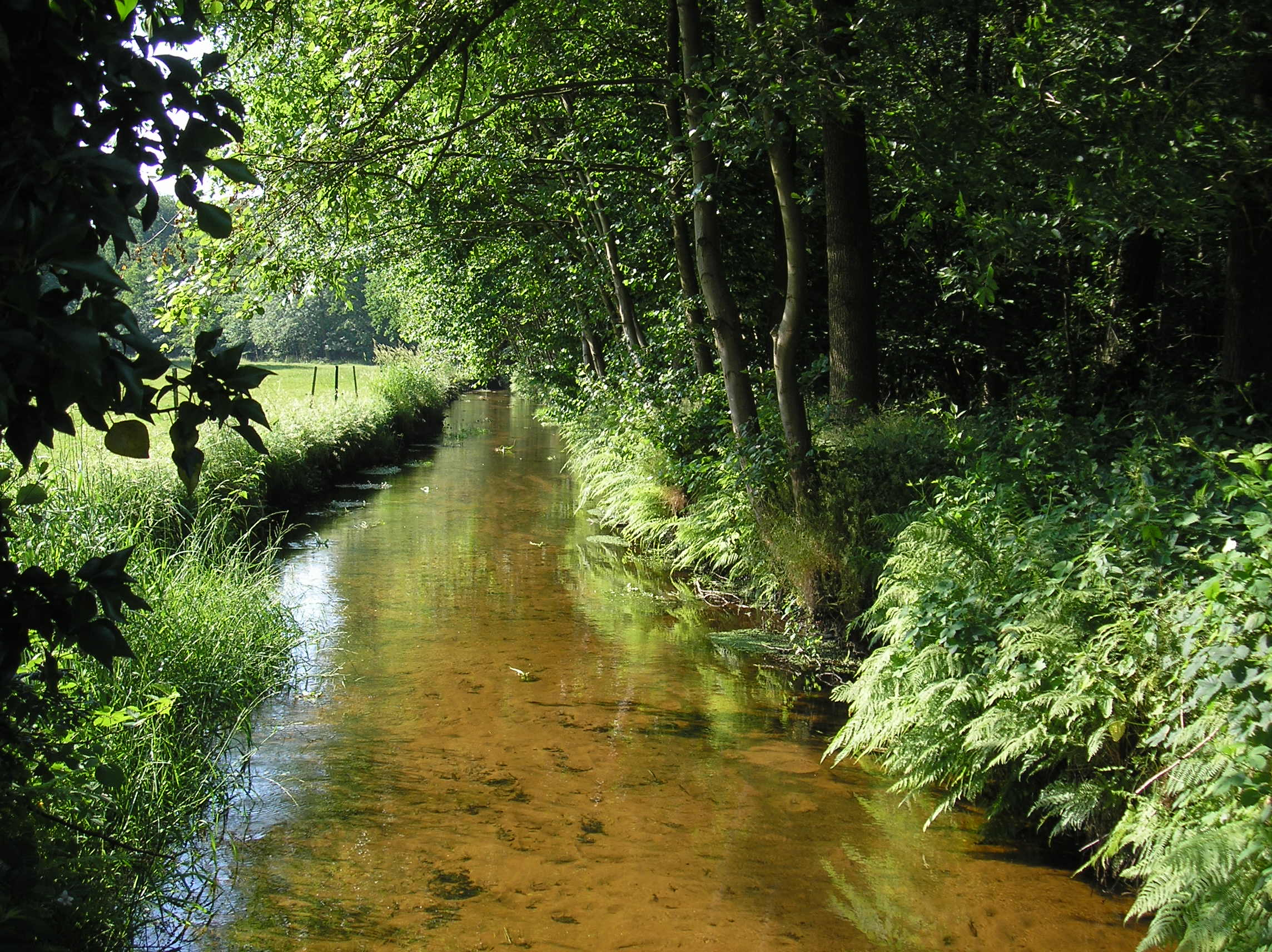
Leuvenumsche Beek ter hoogte van de Zwolse Brug (Oude Zwolseweg) te Leuvenum

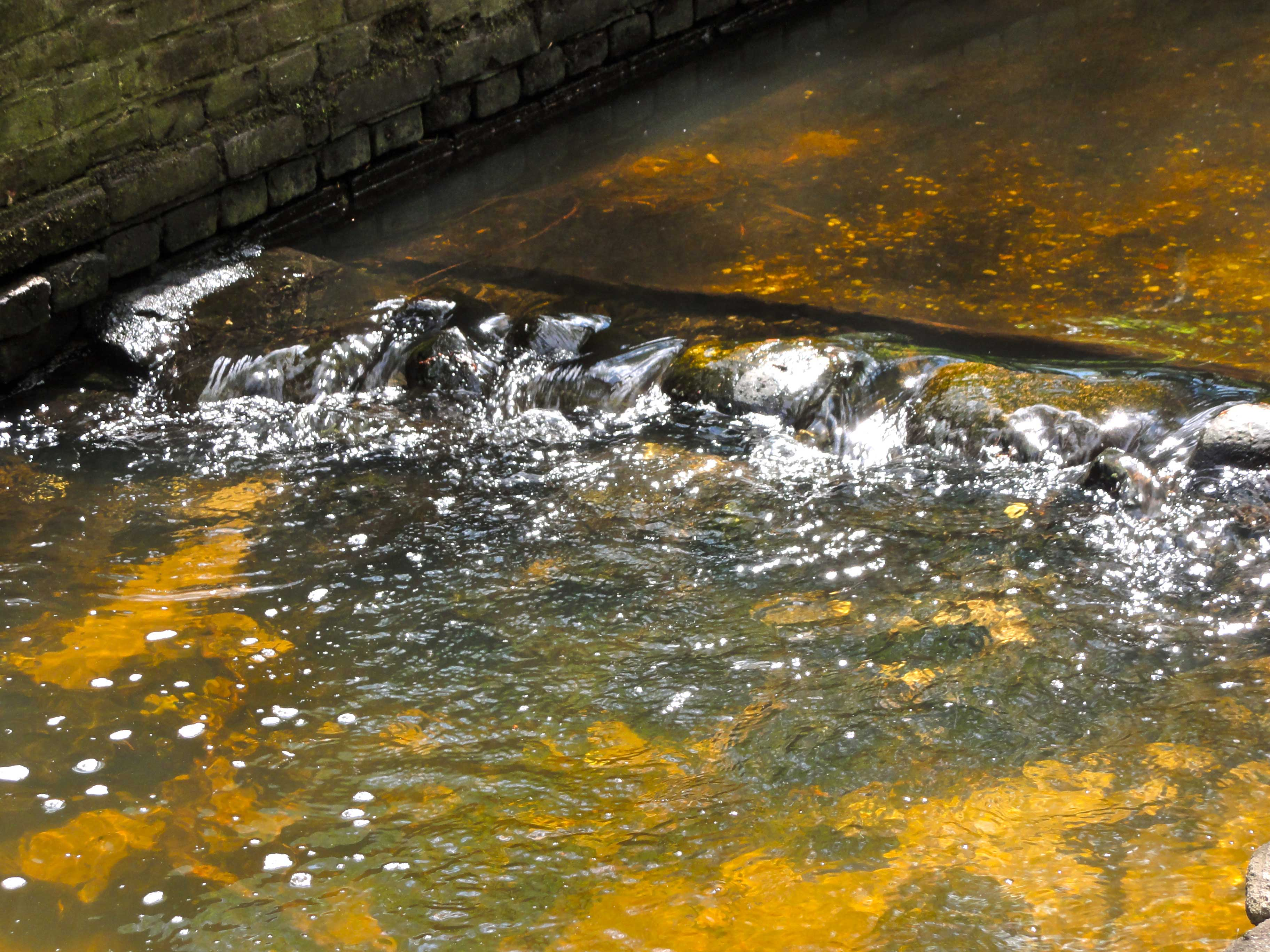
"Watervalletje" nabij de plaats van de vroegere Zandmolen

De Leuvenumsche Beek stroomt op de grens van het Leuvenumse Bos en Leuvenhorst. De Leuvenumsche Beek is vroeger op sommige plaatsen rechtgetrokken, om het water sneller te laten stromen. Dit was nodig in verband met de watermolens die er stonden. Tegenwoordig laat men de beek weer kronkelen en stroomt het water weer langzamer. De beek treedt bij hoog water buiten zijn oevers.
Bij een watervalletje langs de Leuvenumsche Beek staat een huis (ten noorden van Leuvenum, aan de Poolseweg) met op de gevel de naam ‘De Zandmolen’. De watermolen werd gebouwd in 1692 en in 1865 weer afgebroken. In de 18e eeuw dreef de beek nog negen molens aan, de Wasmolen/Staverdense molen, de Zandmolen I en II, het Heilige Huis I en II, het Gellegat, de Hessenmolen, de Westelijk Ottermolen en de Oostelijke Ottermolen (van zuid naar noord). Alle molens waren eigendom van de Heer van Essenburgh. Ze werden gebruikt voor de productie van papier. De bovenbeek werd (gedeeltelijk) afgedamd en geleid in de onderbeek. Het vallende water kon zo het waterrad een draaiende beweging geven. Zulke papiermolens waren op meerdere plaatsen aan de rand van de Veluwe te vinden. Het zeer heldere water van de Leuvenumsche Beek kwam goed van pas. Het Veluwse papier stond bekend om zijn witheid.
Op een gegeven moment kleurt de Leuvenumsche Beek rood van het ijzer. De beek wordt hier ook wel de 'rode beek' genoemd. Het rode water mocht niet naar de papiermolens en de beek werd dus omgelegd. Het papier zou immers anders bruin worden.

## Dieren en planten
De beek is een broedplaats voor insectenlarven en heeft een zeer rijke variatie van bijzondere waterplanten. Er broeden ook diverse (zang)vogels langs de beek. Onder andere de ijsvogel wordt rond de Hierdensche Beek gesignaleerd. Verder komen er vele soorten zoogdieren voor en enkele vissen. Vroeger kwam er ook beekforel, snoek en beekprik voor. Deze dieren worden soms nog wel gesignaleerd.
Het bos rondom de beek bestaat vooral uit eik en beuk, verder treft men er onder andere bosanemoon, witte klaverzuring, dalkruid en salomonszegel aan.

## Fotogalerij van de Hierdensche Beek.

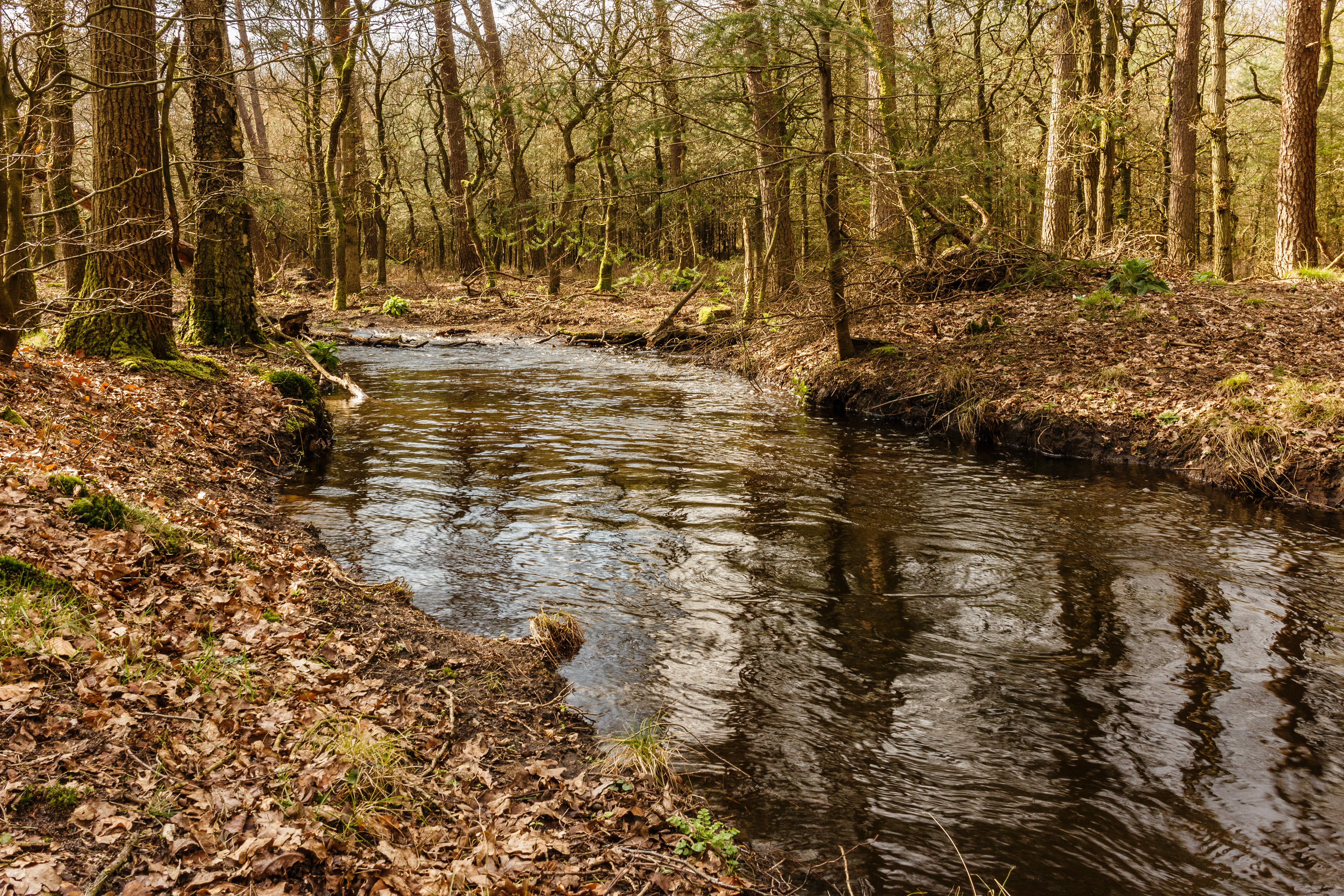
Stroomgebied van de Hierdensche Beek.
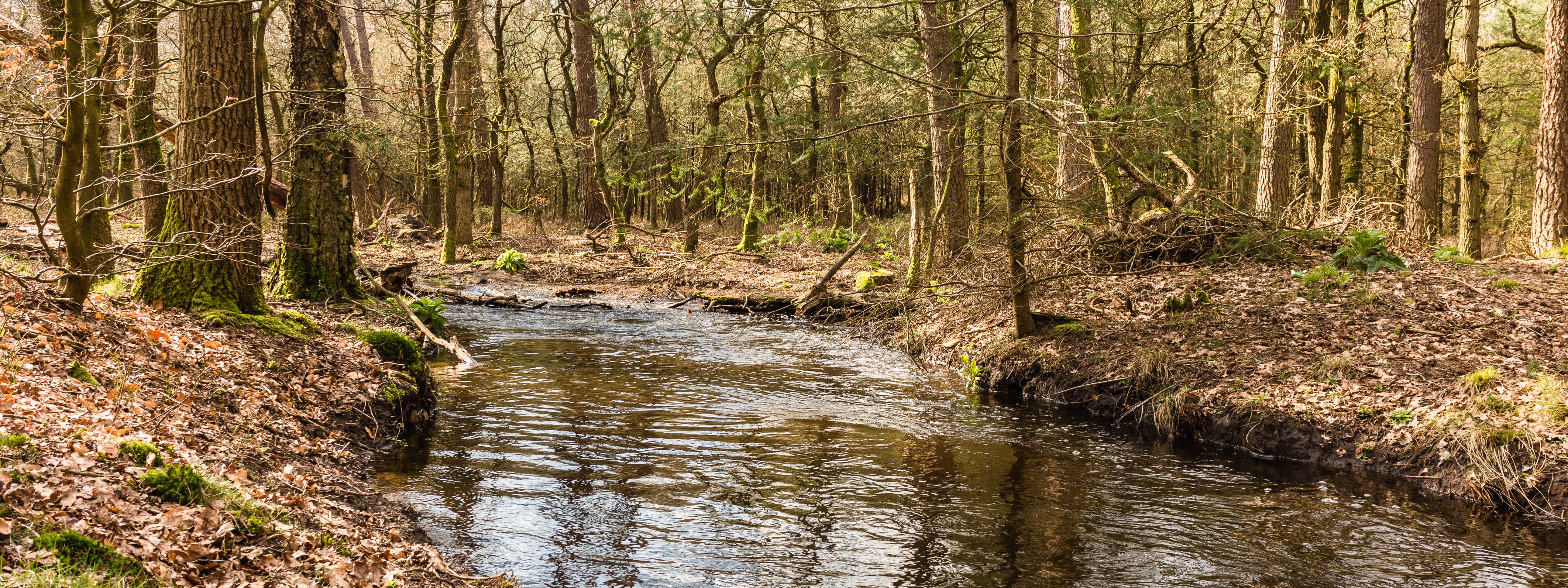
Stroomgebied van de Hierdensche Beek.
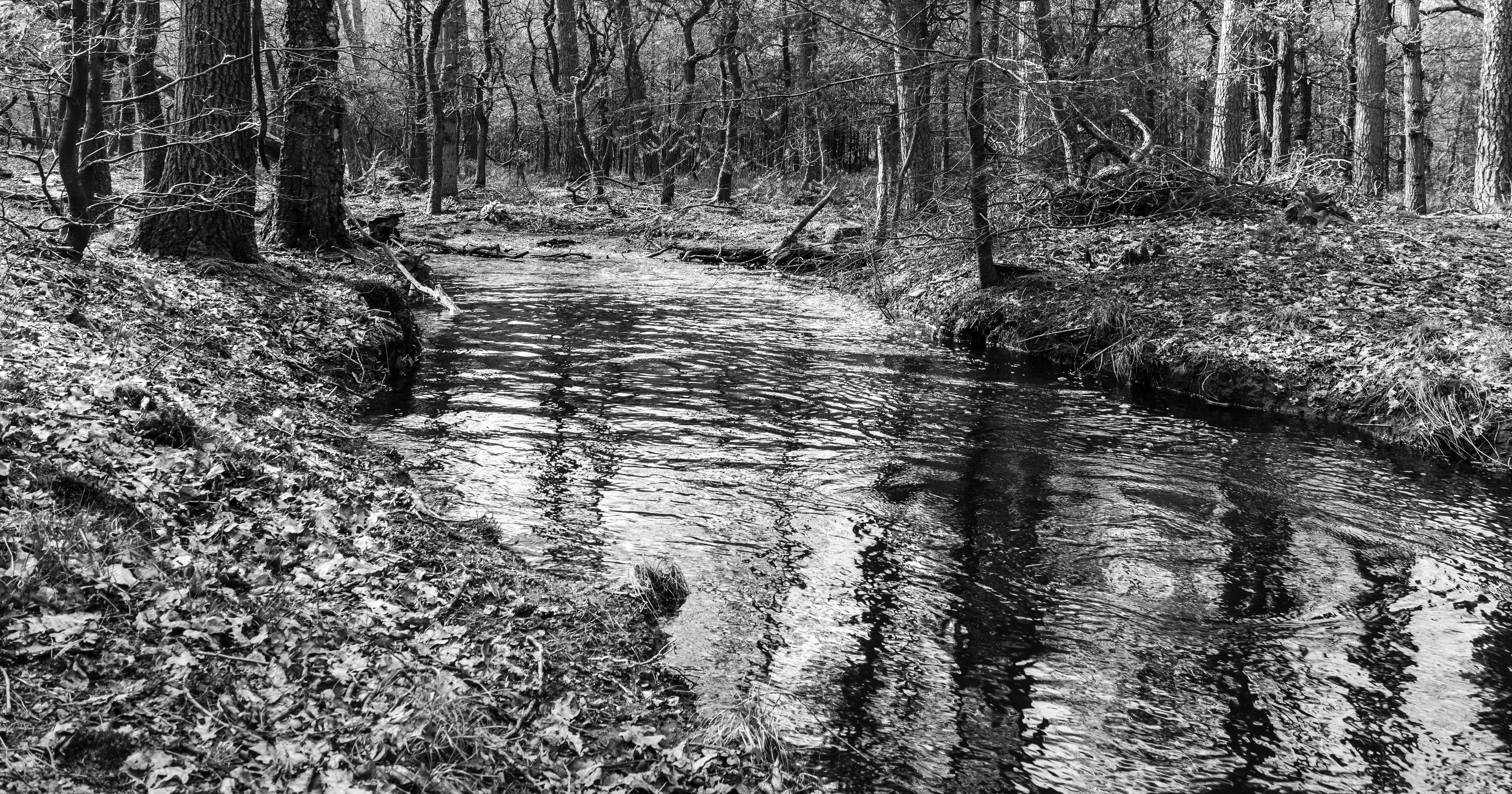
Stroomgebied van de Hierdensche Beek.
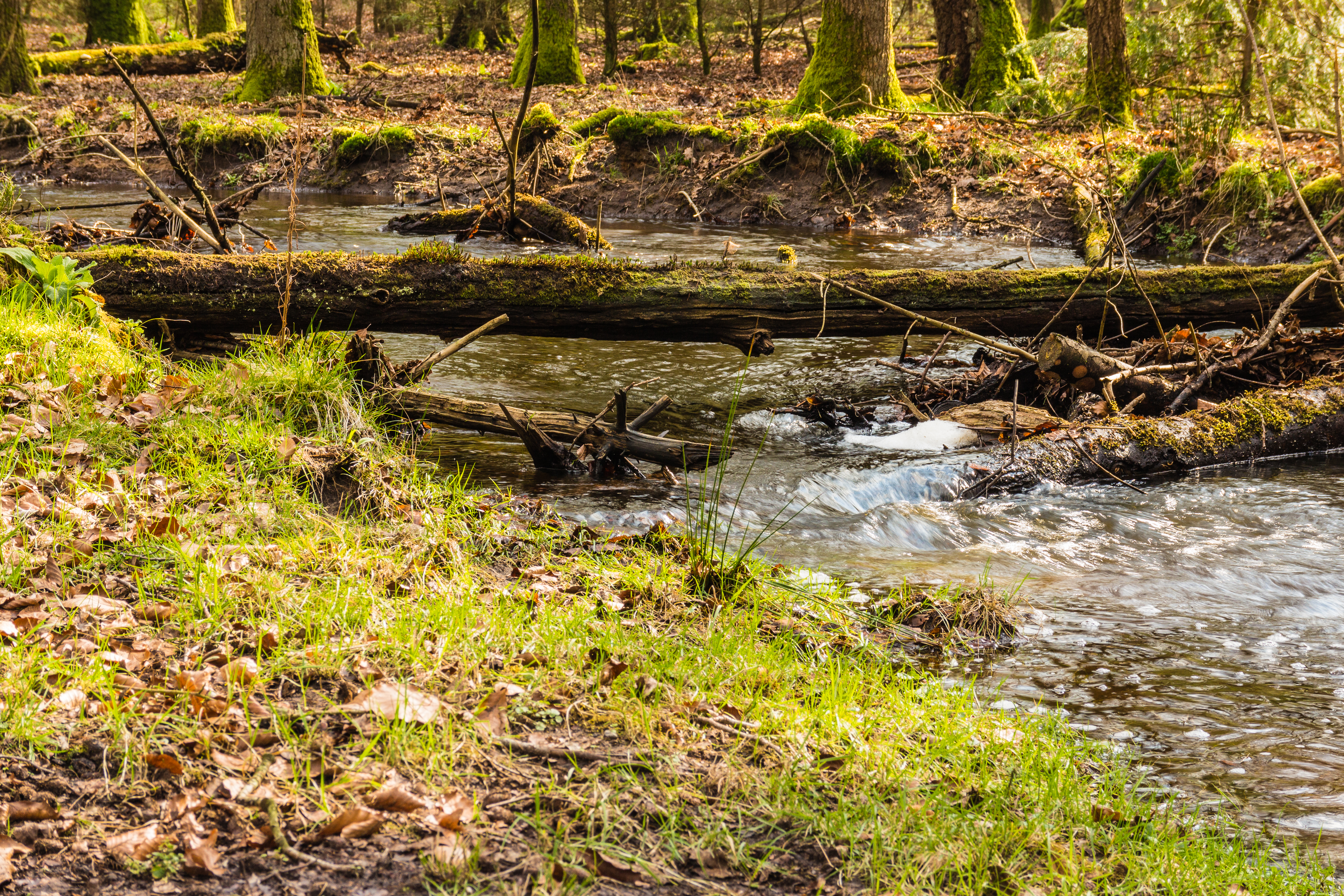
Stroomgebied van de Hierdensche Beek.